# Museo di icone russe
Il Museo di Icone Russe "F. Bigazzi" si trova a Peccioli, in provincia di Pisa.
Inaugurato nel 2000, ha la sua sede nell'antico Palazzo Pretorio della città, un edificio il cui impianto risale all'epoca medievale, rimaneggiato tra il XVIII e il XIX secolo.
Sulla facciata del Palazzo sono presenti 19 stemmi appartenenti alle famiglie notabili e ai podestà che qui esercitarono il loro potere.

## La collezione
Il giornalista Francesco Bigazzi, per molti anni corrispondente da Mosca, donò al Comune di Peccioli la sua raccolta di sessanta icone russe realizzate nel corso del XIX secolo e dei primi anni del secolo successivo. Per questo motivo il museo è a lui intitolato. 